# Arachnothryx evansii
Arachnothryx evansii là một loài thực vật có hoa trong họ Thiến thảo. Loài này được (Lorence) Borhidi mô tả khoa học đầu tiên năm 1997.